# Euscaphis tonkinensis
Euscaphis tonkinensis là một loài thực vật có hoa trong họ Staphyleaceae. Loài này được Gagnep. miêu tả khoa học đầu tiên năm 1948.